# Gui Adam Gepeckh von Arnsbach
Gui-Adam von Gepeckh (né le 10 avril ou le 15 juin 1584 au château d'Arnsbach près Dachau; mort le 8 décembre 1651 à Freising) est prince-évêque de Freising de 1618 à sa mort.

## Biographie

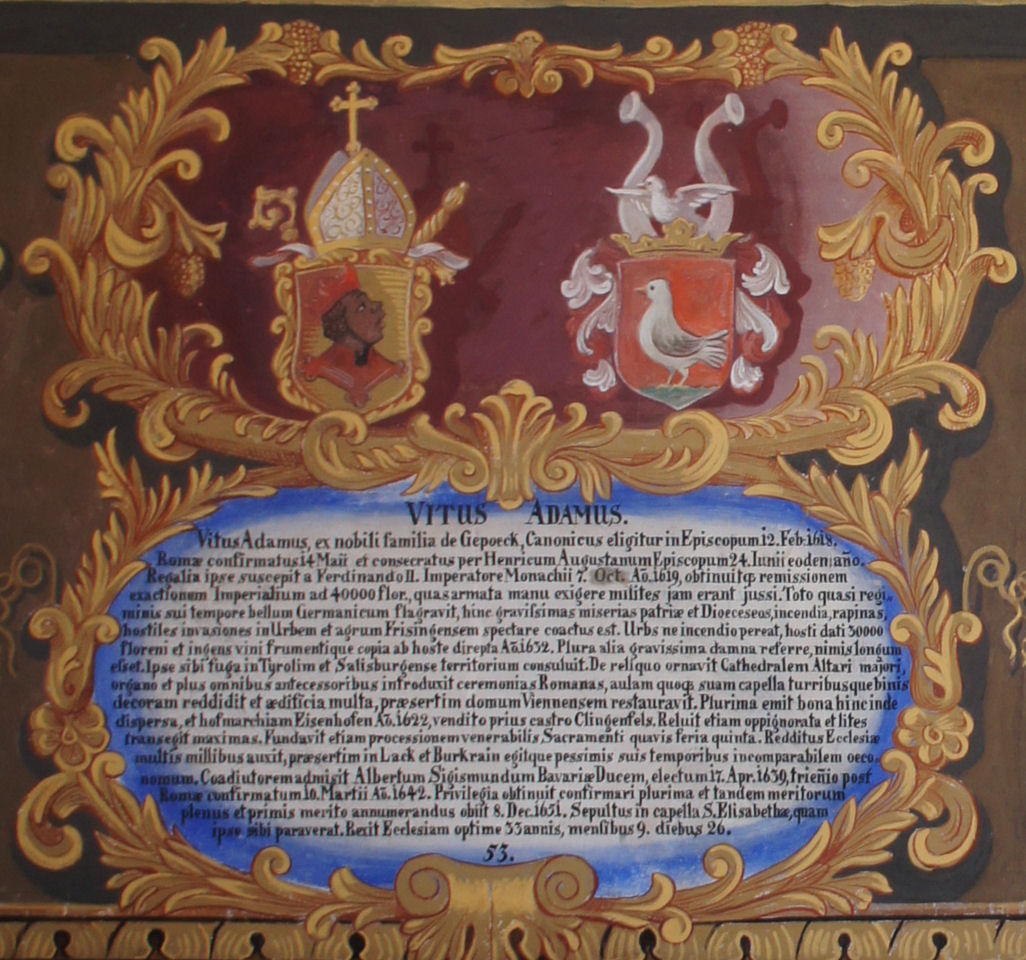
Armoiries de Gui-Adam von Gepeckh dans le Fürstengang de Freising

Johann Franz Eckher von Kapfing et Liechteneck, prince-évêque de Freising entre 1696 et 1727, lui fait une place dans sa généalogie des évêques et place sa naissance au 10 avril 1584.

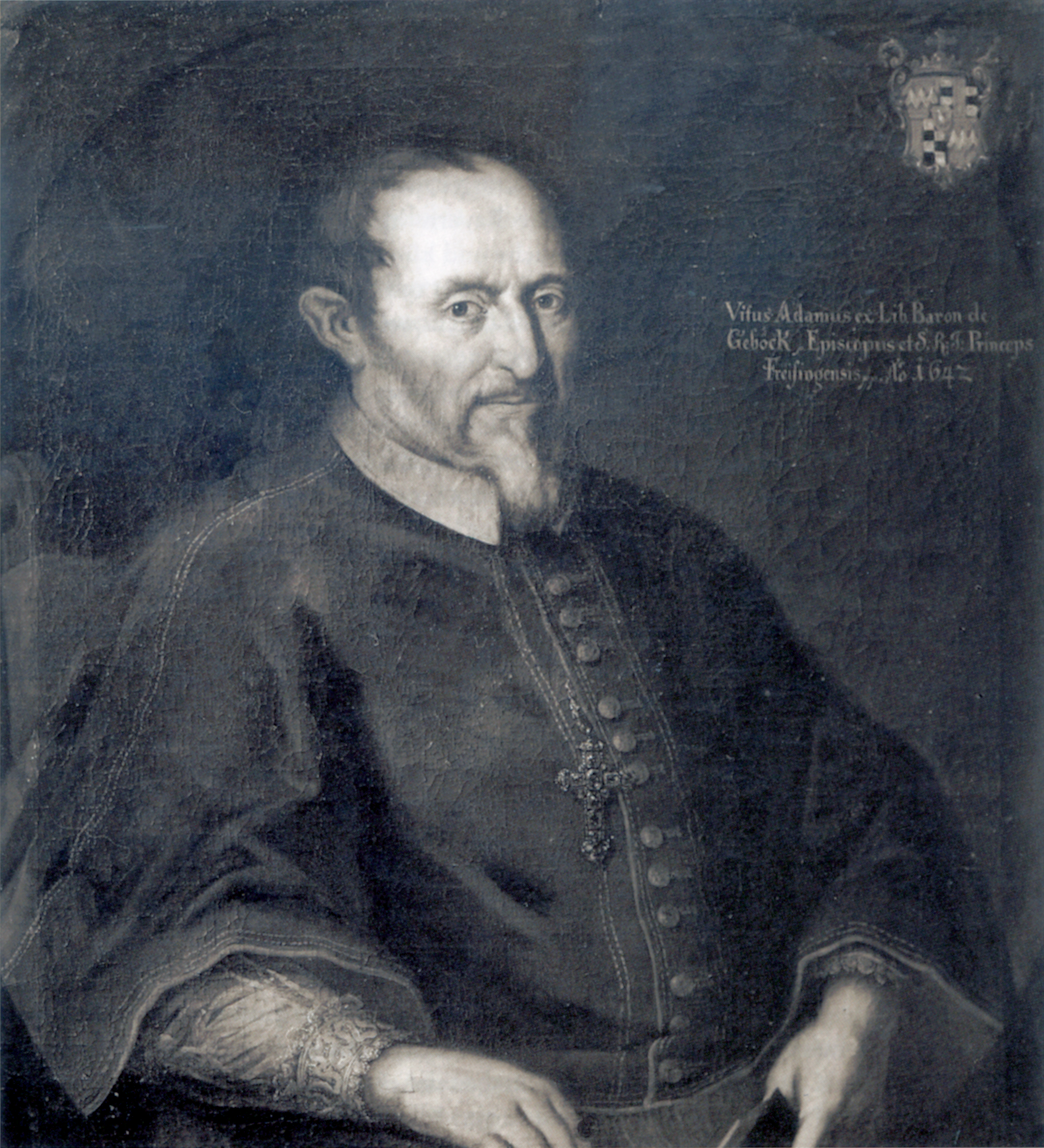

Son père, Adam von Gepeckh est juge de la confrérie d'Indersdorf puis juge provincial de Dachau. En 1600 il prononce la dissolution du collège des Jésuites de Munich (l'actuel Wilhelmsgymnasium). En dépit de l'opposition du duc de Bavière Maximilien Ier et de préjugés moraux liés à ses « égarements passés » (il est père de plusieurs enfants), le chanoine Gui-Adam est élu et consacré évêque en 1618. De 1619 à 1622 il fait remanier la cathédrale de Freising dans le style baroque, et confie la réalisation du panneau central de l'autel, la « femme de l'Apocalypse », à l'atelier anversois de Rubens. Il ordonne la construction du palais des princes-évêques. Gepeckh administre la principauté de Freising tout au long de la guerre de Trente Ans : en 1632, Freising est incendiée sur ordre du roi Gustave-Adolphe. La ville sera de nouveau ravagée par la famine et les épidémies lorsque les Suédois s'empareront une dernière fois de la place en 1646.
Dès 1638, il doit accepter comme coadjuteur cum iure successionis le neveu Albert-Sigismond de l’Électeur de Bavière. Les tensions entre le duché et la principauté ecclésiastique ne s'apaisent d'ailleurs qu'après la mort du prince électeur Maximilien Ier, son rival pendant des décennies. Gui-Adam von Gepeckh est inhumé dans la chapelle princière de la cathédrale de Freising.